# The Platinum Collection (álbum de Enigma)
The Platinum Collection es un álbum recopilatorio del proyecto musical Enigma, publicado el 23 de noviembre de 2009. Contiene tres discos compactos: el primero lo conforman las pistas más populares de los años anteriores a 2009 de  Enigma; el segundo disco es un CD de remezclas; y el tercer CD contiene pistas inéditas compuestas y producidas por Michael Cretu.

## Lista de canciones
CD1: The Greatest Hits
1. «Sadeness (Part I)» — 4:19
2. «Mea Culpa» (Orthodox Version) — 4:00
3. «Principles of Lust» — 3:25
4. «Rivers of Belief» — 4:19
5. «Return to Innocence» — 4:08
6. «Age of Loneliness» — 4:14
7. «Out from the Deep» — 4:29
8. «Beyond the Invisible» — 4:30
9. «T.N.T. for the Brain» — 4:00
10. «Gravity of Love» — 3:57
11. «Push the Limits» — 3:52
12. «Turn Around» — 3:53
13. «Voyageur» — 3:51
14. «Boum-Boum» — 3:43
15. «Following the Sun» — 4:15
16. «Seven Lives» — 3:46
17. «La Puerta del Cielo» — 3:32

CD2: The Remix Collection
1. «Sadeness» (U.S. Violent Mix) — 5:03
2. «Mea Culpa» (Fading Shades Mix) — 6:15
3. «Principles of Lust» (Everlasting Lust Mix) — 5:07
4. «Return to Innocence» (Long & Alive Version) — 7:07
5. «Age of Loneliness» (Enigmatic Club Mix) — 6:21
6. «Out from the Deep» (Trance Mix) — 5:48
7. «T.N.T. for the Brain» (Midnight Man Mix) — 5:56
8. «Gravity of Love» (Judgement Day Club Mix) — 6:12
9. «Push the Limits» (ATB Remix) — 8:28
10. «Voyageur» (Club Mix) — 6:21
11. «Boum-Boum» (Chicane Club Edit) — 5:01
12. «Dreaming of Andromeda» (Jean F. Cochois Remix) — 7:28

CD3: The Lost Ones
1. Lost One — 3:28
2. Lost Two — 2:11
3. Lost Three — 3:33
4. Lost Four — 3:27
5. Lost Five — 2:28
6. Lost Six — 2:16
7. Lost Seven — 4:11
8. Lost Eight — 3:58
9. Lost Nine — 3:22
10. Lost Ten — 2:39
11. Lost Eleven — 3:49